# Bobures (paroisse civile)
Pour les articles homonymes, voir Bobures.
Bobures  est l'une des six paroisses civiles de la municipalité de Sucre dans l'État de Zulia au Venezuela. Sa capitale est Bobures.